# Exclusive (canción)
«Exclusive» (estilizado como «Exclusive.mp3») es una canción de la cantante argentina Emilia de su segundo álbum de estudio, .MP3 (2023). Fue escrita por Emilia y Duki, y producida por Big One.

## Antecedentes y lanzamiento
De acuerdo con Emilia, «Exclusive» empezó como una canción de hip hop, inspirada en los Black Eyed Peas; sin embargo, Big One decidió convertirlo en una fusión de hip hop y reguetón. La canción fue lanzada por Sony Music Latin el 3 de noviembre de 2023 como la séptima pista del segundo álbum de estudio de Emilia, .MP3. Un visualizador para la canción fue lanzado el mismo día. Un video que muestra a Emilia bailando durante la filmación del visualizador se volvió viral en TikTok unos días después.

## Posicionamiento en listas
| Listas (2023)                       | Mejor posición |
| ----------------------------------- | -------------- |
| Argentina (Argentina Hot 100)       | 3              |
| Argentina (Monitor Latino Nacional) | 14             |